# 鶴形站
鶴形站（日语：／ Tsurugata eki */?）是位於秋田縣能代市鶴形，屬於東日本旅客鐵道（JR東日本）的奧羽本線車站。

## 歷史
- 1949年（昭和24年）12月：臨時乘降場啟用，當時只有上行3班、下行3班列車停靠。在5日舉行開幕儀式[3]。
- 1952年（昭和27年）1月25日：升級至車站。當時車站位於山本郡鶴形村（日语：鶴形村）[4]。
- 1971年（昭和46年）10月1日：成為無人車站[2][5]。
- 1987年（昭和62年）4月1日：伴隨國鐵分割民營化，車站由東日本旅客鐵道（JR東日本）營運。

## 車站構造
此站是建於路堤上的地面車站，並設有2面2線的相對式月台。此站是由東能代站管理的無人車站。當地的義工團體「鶴壽會」會前往此站進行打掃活動。

### 月台
| 月台 | 路線      | 上下行 | 方向     |
| ---- | --------- | ------ | -------- |
| 1    | ■奧羽本線 | 下行   | 青森方向 |
| 2    | ■奧羽本線 | 上行   | 秋田方向 |

參考

## 車站周邊
- 能代市政廳鶴形地域中心
- 鶴形郵局
- 能代市立鶴形小學

## 其他

### 鶴壽會
鶴壽會（日语：／）是一群來自鶴形站周邊居民組成的義工團體。在1965年（昭和40年）起於此站進行打掃活動。
在2011年（平成22年），為了表賀該會長年在車站進行打掃活動，國土交通省在「鐵道之日」頒發鐵路關係功勞者大臣獎給該團體，同時由於該會長年進行社區服務活動，因此也獲得綠綬褒章。

## 相鄰車站
東日本旅客鐵道（JR東日本）
■奧羽本線
□快速
通過
■普通
東能代－鶴形－富根

## 注腳
1. 1 2 3 4 5 6 7 8 9  . 週刊朝日百科. 31号 青森駅・弘前駅・深浦駅ほか. 朝日新聞出版. 2013-03-17: 19 （日语）.
2. 1 2  “無人駅 奥羽本線・鶴形駅駅”. 秋田魁新報 (秋田魁新報社): p.2 (1975年10月13日 夕刊)
3. ↑  秋田魁新報　昭和24年12月7日2面
4. ↑  「日本國有鐵道公示第10號」『官報』1952年1月22日（國立國會圖書館數碼化收藏）
5. ↑  “陳情攻勢で“無人化”が後退 秋鉄局 日中だけ駅員配置 ただし本年度いっぱい” 秋田魁新報 (秋田魁新報社): p12. (1971年9月29日 朝刊)
6. ↑  JR東日本:駅構内図 （页面存档备份，存于）（日語）
7. ↑  平成22年（第17回）「鉄道の日」鉄道関係功労者大臣表彰受賞者名簿（日語） - 國土交通省PDF
8. ↑  鶴形鶴寿会が緑綬褒状受章 （页面存档备份，存于）（日語） - 廣報能代取材日記

## 外部連結
- 車站資訊（鶴形）：東日本旅客鐵道（日語）